# Scott Cyr
Scott J. Cyr (né en 1972 ou 1973) est un homme politique canadien, membre du Parti conservateur uni.
De 2015 à 2019, il est élu à l'Assemblée législative de l'Alberta représentant la circonscription de Bonnyville-Cold Lake.
En 2023, il redevient député représentant la circonscription de Bonnyville–Cold Lake–Saint-Paul.

## Résultats électoraux
| Élection générale albertaine de 2015 : Bonnyville-Cold Lake | Élection générale albertaine de 2015 : Bonnyville-Cold Lake | Élection générale albertaine de 2015 : Bonnyville-Cold Lake | Élection générale albertaine de 2015 : Bonnyville-Cold Lake | Élection générale albertaine de 2015 : Bonnyville-Cold Lake | Élection générale albertaine de 2015 : Bonnyville-Cold Lake |
| Parti                                                       | Parti                                                       | Candidat                                                    | Voix                                                        | %                                                           | ± %                                                         |
| ----------------------------------------------------------- | ----------------------------------------------------------- | ----------------------------------------------------------- | ----------------------------------------------------------- | ----------------------------------------------------------- | ----------------------------------------------------------- |
|                                                             | Wildrose                                                    | Scott Cyr                                                   | 5 453                                                       | 46,19 %                                                     | 4,14 %                                                      |
|                                                             | Progressiste-Conservateur                                   | Craig Copeland                                              | 3 594                                                       | 30,44 %                                                     | -18,68 %                                                    |
|                                                             | Néo-démocrate                                               | Josalyne Head                                               | 2 136                                                       | 18,09 %                                                     | 14,72 %                                                     |
|                                                             | Parti de l'Alberta                                          | Rod Fox                                                     | 623                                                         | 5,28 %                                                      |                                                             |
| Total                                                       | Total                                                       | Total                                                       | 11 806                                                      | 100,00 %                                                    |                                                             |